# Румен Томов
Румен Георгиев Томов е български бизнесмен и политик.

## Биография
Роден е в 1961 година в Благоевград. Дядо му и баба му са бежанци от Вардарска Македония. Баща му е директор на Стопанска дирекция в търговията, а майка му е солистка на ансамбъл „Пирин“. Завършва висше образование като машинен инженер в Русенския университет и се занимава със строителен бизнес. В 2019 година като независим кандидат, подкрепен от Българската социалистическа партия, печели на втори тур кметските избори в Благоевград срещу кандидата на ГЕРБ и действащ кмет на града Атанас Камбитов.
На 1 февруари 2021 година Върховният административен съд прекратява предсрочно пълномощията на Томов като кмет на Благоевград, тъй като в едномесечен срок от встъпването му в длъжност не е заличил своя фирма от Търговския регистър, с което е нарушил разпоредба на Закона за местно самоуправление и местна администрация. На балотажа на предсрочните избори на 4 юли 2021 година губи от Илко Стоянов, издигнат от „Има такъв народ“.